# Aolimi
Aolimi (奥里米; Àolǐmǐ) var en av fem Jurchen-stammar i norra Kina som i mitten på 1000-talet enades till federationen de Fem nationerna (五国部). De övriga stammarna i nationen var Punuli (蒲努里), Tieli (铁骊), Yuelidu (越里笃) och Puali (剖阿里). De Fem nationerna var grunden till det som år 1115 under ledning av Wanyan Aguda blev Jindynastin.
7 km väster om Suibin härad utanför Fujin i Heilongjiang vid floden Aolai (敖来河) som ansluter till floden Songhua hittades 1973 en forntida stad som tros ha tillhört Aolimi (47°17′26″N 131°44′46″Ö / 47.29056°N 131.74611°Ö). Staden har en stadsmur av packad jord omsluten av en träram. Stadsmuren hade bastioner var 20:e till 30:e meter och en vallgrav på utsidan. Norra stadsmuren är drygt 900 m lång och den östra är drygt 600 m. Södra muren, och delar av västra muren har förstörts av erosion från Aolai-floden. Staden grävdes ut 2015.